# Janez Žirovnik

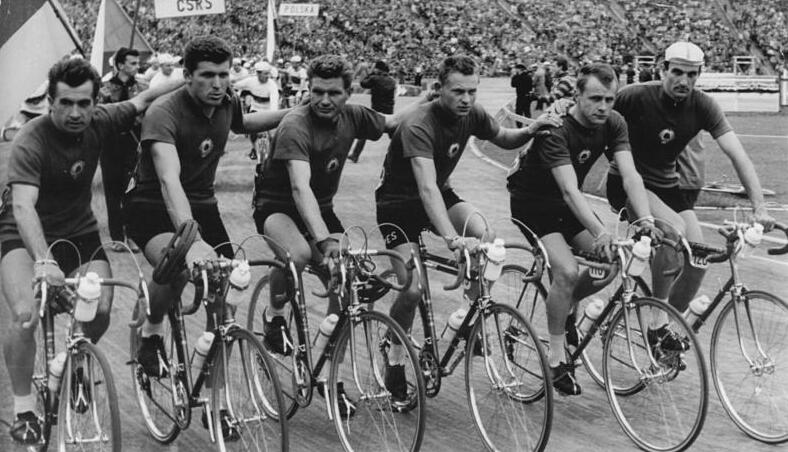
Von links: Alois Bajc, Radoš Čubrić, Ivan Levačić, Andrej Boltežar, Janez Zirovnik und Tomas Milenkovic

Janez Žirovnik (* 30. Juli 1935 in Ljubljana) ist ein ehemaliger Radsportler aus dem früheren Jugoslawien und nationaler Meister im Radsport.

## Sportliche Laufbahn
Žirovnik wurde 1960 und 1961 jugoslawischer Meister im Straßenrennen, 1956 und 1958 war er bereits Dritter der Meisterschaften geworden. 1959 konnte er (ebenso wie 1961) die Kroatien-Rundfahrt gewinnen, ein Jahr später siegte er bei der Jugoslawien-Rundfahrt. Er war Teilnehmer der Olympischen Sommerspiele in Rom 1960 und konnte im Straßenrennen einen guten achten Platz belegen. Im Mannschaftszeitfahren wurde er  15. Er startete für den Verein KD Rok Ljubljana. Große Popularität erlangte er 1959, als er mit einer Energieleistung auf der letzten Etappe der Jugoslawien-Rundfahrt trotz eines schweren Sturzes den Erfolg der Nationalmannschaft in der Teamwertung sicherte. Bei der Internationalen Friedensfahrt trat er 1959 bis 1961 an, wobei Platz 41 1961 sein bestes Ergebnis war.